# Irland och eurosamarbetet
Irland har euron som valuta sedan den 1 januari 1999. Euron är Europeiska unionens officiella valuta, som används i många av Europeiska unionens medlemsstater och ett antal andra stater utanför unionen. De länder som använder euron kallas gemensamt för euroområdet. De lägre valörerna av euron utgörs av mynt, medan de högre valörerna utgörs av sedlar. Euromynten har en gemensam europeisk sida som visar värdet på myntet och en nationell sida som visar en symbol vald av den medlemsstat där myntet präglades. Varje medlemsstat har således en eller flera symboler som är unika för just det landet.
För bilder av den gemensamma sidan och en detaljerad beskrivning av mynten, se artikeln om euromynt.
De irländska euromynten präglas alla av samma design; en harpa, vilket är Irlands statsvapen. På mynten visas också EU:s tolv stjärnor, det årtal då respektive mynt är präglat samt texten Éire, vilket betyder Irland på iriska.
Irlands gamla valuta, irländskt pund, kan växlas in hos landets centralbank på obegränsad tid.
Irland har präglat en serie mynt och två versioner av 2-euro jubileumsmynt.